# Charlotte-Rose de Caumont La Force
Pour les autres membres de la famille, voir Famille de Caumont.
Charlotte-Rose de Caumont La Force, née à Préchac, au château de Cazeneuve, près de Bazas, vers 1650 et morte à Paris en mars 1724, est une romancière et poétesse française.
Elle est l'autrice de Persinette (en), conte adapté en 1812 par les frères Grimm sous le nom de Raiponce. 

## Biographie
Charlotte-Rose de Caumont est la petite-fille de Jacques Nompar de Caumont, fille de François de Caumont La Force, marquis de Castelmoron, et de Marguerite de Viçose. 
Protestante, elle se convertit au catholicisme en 1686 et reçoit de Louis XIV une pension de 1 000 écus. Demoiselle de compagnie de Madame de Guise, elle se distingue bientôt à la cour par son esprit et sa grâce. Ses aventures font beaucoup de bruit, surtout celles qu'elle eut avec le comédien Baron et avec le fils du président de Brion. 
Son mariage avec Charles de Brion en juin 1687 est dépeint comme inconvenant car son mari est plus jeune (elle a alors 32 ans tandis que celui-ci en a 26). Ce mariage, qui a pourtant été reconnu par l’Église et a reçu la bénédiction de Louis XIV, déplaît au beau-père de Charlotte-Rose de Caumont, Claude de Brion, un riche financier et président de la Cour des Aides. Affirmant que ce mariage est « comme d’abus », Claude de Brion demande sa dissolution au Parlement de Paris. Selon son avocat, Denis Talon, Charlotte-Rose serait coupable du crime de « rapt de séduction », une invention des années 1680 par laquelle il est possible d'accuser une personne, homme ou femme, d’avoir obtenu le mariage par ruse ou séduction, en raison d'une inégalité sociale ou d'une différence d’âge. 
Au bout de deux ans de procès, le Parlement finit par condamner les jeunes mariés pour « abus dans la célébration du mariage ».
En 1697, en raison de ces rumeurs scandaleuses à son sujet, le roi la force à se retirer à l'abbaye Notre-Dame de Gercy à Varennes-Jarcy sous peine de perdre sa pension. C'est à cette époque qu'elle écrit ses mémoires, les Pensées chrétiennes de défunte Mlle de La Force.
Ses ouvrages sont presque tous des romans historiques ou des recueils d'aventures galantes, écrits avec agrément. Ses premiers romans sont dans la veine des « histoires secrètes » très populaires en son temps, de courts romans relatant l'histoire secrète d'une personne célèbre et l'action généralement liée à une intrigue amoureuse, telle que l’Histoire secrète de Marie de Bourgogne (1694, 2 vol. in-12), l’Histoire secrète des amours de Henri IV, roi de Castille (1695), l’Histoire de Marguerite de Valois, reine de Navarre (1696), Gustave Vasa, histoire de Suède (Lyon, 1698, 2 vol. in-12) ou encore l’Histoire secrète de Catherine de Bourbon, duchesse de Bar (Nancy, 1703, in-12), plusieurs fois réimprimée sous différents titres. 
Au moins trois de ces histoires secrètes sont liées entre elles : elles mettent en effet en scène des membres d'une même famille. Secrètement éprise du comte d'Angoulême, Marie de Bourgogne a épousé Maximilien de Habsbourg. Le comte épousera malgré lui Louise de Savoie et deviendra le père de Marguerite de Valois, elle-même figure centrale du roman homonyme, et grand-mère de l'héroïne de l'Anecdote galante ou Histoire secrète de Catherine de Bourbon, duchesse de Bar. 
La première partie de l'Histoire de Marguerite de Valois, reine de Navarre (six histoires enchâssées) paraît en 1696, mais elle est complétée d'une seconde partie en 1720 : l'ensemble comporte à cette date quatorze nouvelles enchâssées.
Charlotte-Rose de Caumont est également connue pour sa participation (avec Henriette-Julie de Murat, Marie-Catherine d'Aulnoy, Marie-Jeanne L'Héritier de Villandon et Charles Perrault) à la vogue des contes de fées au XVIIe siècle. On lui doit Les Contes des contes (1698) et Les Contes des fées.
Elle est membre de l’Académie des Ricovrati de Padoue.
Ses romans ont connu un grand succès en Europe au XVIIIe siècle.

## Œuvres
- Les Contes des contes, Paris, Simon Benard, 1698 (lire en ligne).
- Le Cabinet des fées, [Amsterdam-Paris, 1785] (Plus belle que fée, Persinette, L'enchanteur, Tourbillon, Vert et Bleu, Le pays des délices, La puissance d'amour, La bonne femme) Gallica.
- Histoire secrète de Marie de Bourgogne, 2 vol. in-12, 1694.
- Histoire secrète [des amours] de Henri IV, roi de Castille, [surnommé l’impuissant], 1695.
- Histoire de Marguerite de Valois, reine de Navarre, 1696.
- Gustave Vasa, histoire de Suède, 2 vol. in-12, Paris, Simon Bénard, 1697 ; Lyon, 1698.
- Histoire secrète de Catherine de Bourbon, duchesse de Bar, in-12, Nancy, 1703.
- Mémoire historique ou Anedocte galante et secrète de la duchesse de Bar, Amsterdam, Desbordes, 1709 (lire en ligne).
- Les Jeux d'esprit, ou La promenade de la princesse de Conti à Eu, Paris, Aubry, 1862 (lire en ligne).
- Raymonde Robert (éd.), Mlle de La Force, Louise d'Auneuil, Catherine Bernard, Catherine Durand et Marie-Jeanne L'Héritier, Contes, Paris, Champion, coll. « Sources classiques » (no 53), 2005, 776 p. (ISBN 978-2-7453-0980-8).